# Robshelfordia simplex
Robshelfordia simplex är en kackerlacksart som beskrevs av Karlis Princis 1954. Robshelfordia simplex ingår i släktet Robshelfordia och familjen småkackerlackor. Inga underarter finns listade i Catalogue of Life.